# 295

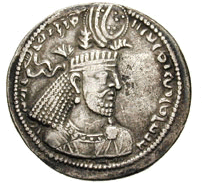
Koning Narses van Perzië

Het jaar 295 is het 95e jaar in de 3e eeuw volgens de christelijke jaartelling.

## Gebeurtenissen

### Balkan
- Galerius bestrijdt de Goten, Marcomannen en Sarmaten aan de Donaugrens. Hij krijgt de taak om de Carpi te verplaatsen naar Moesië.

### Egypte
- Galerius wordt met een Romeins expeditieleger naar Egypte gestuurd, om de opstand in de steden Busiris en Koptos te onderdrukken.

### Perzië
- Koning Narses, sjah van het Perzische Rijk, verklaart Rome de oorlog en valt met zijn Sassaniden leger Armenië binnen.

## Geboren
- Athanasius van Alexandrië, bisschop en kerkvader (overleden 373)